# Норт Бранч (Минесота)
Норт Бранч (енгл. North Branch) град је у америчкој савезној држави Минесота.

## Демографија
По попису из 2010. године број становника је 10.125, што је 2.102 (26,2%) становника више него 2000. године.
| Група             | 2000.         | 2010.         |
| Белци             | 7.719 (96,2%) | 9.635 (95,2%) |
| Афроамериканци    | 13 (0,2%)     | 52 (0,5%)     |
| Азијати           | 83 (1,0%)     | 84 (0,8%)     |
| Хиспаноамериканци | 109 (1,4%)    | 189 (1,9%)    |
| Укупно            | 8.023         | 10.125        |